# Heinz Keller (Konservator)
Heinz Keller (* 6. Juni 1906 in Winterthur; † 21. Mai 1984 ebenda) war ein Schweizer Konservator.
Keller wurde als Sohn eines Ingenieurs und von dessen Frau geboren. Er studierte Germanistik und Kunstgeschichte an den Universitäten Zürich und Berlin und wurde promoviert. Von 1934 bis 1944 war er Hilfslehrer an der Kantonsschule Winterthur. Von 1934 bis 1972 war er auch Konservator des Kunstmuseums Winterthur und von 1949 bis 1968 Kunstredaktor der Schweizer Monatsschrift Werk. Er setzte sich für die Kunst der Klassischen Moderne ein und organisierte ab den 1930er Jahren Ausstellungen mit Werken von u. a. Cuno Amiet, Paul Klee und Max Bill. Für das Kunstmuseum Winterthur kaufte er eine bedeutende Sammlung zur Klassischen Moderne an, darunter Werke von Giorgio Morandi, Constantin Brancusi, Oskar Kokoschka, Hans Arp, Claude Monet und Antoni Tàpies. Von 1951 bis 1956 war er Mitglied der Eidgenössischen Kunstkommission (EKK). Für diese war er von 1952 bis 1956 bei der Biennale di Venezia entsandt.